# Synco
Synthesizer Cooperation, beter bekend onder de naam Synco, was een Duitse muziekgroep.
De band werd gevormd door Frank Klare en Mirko Lüthge in 1984. De elektronische muziek was toen niet erg geliefd; zelfs bekende personen en bands als Klaus Schulze en Tangerine Dream hadden het moeilijk. Een bijkomend probleem was dat de apparatuur snel verouderde: de synthesizer ontwikkelde zich snel en de professionele bands moesten dat bijbenen. Dat konden ze niet tenzij verouderde apparatuur werd verkocht (niet wetende dat juist die oude analoge apparatuur later zeer gewild werd). De band Synthesizer Cooperation bestond bij de gratie van “afdankertjes” van Schulze en Tangerine Dream.
De muziek was dermate impopulair dat beginnende bandjes of solisten geen kans hadden op de platenmarkt. Ze moesten uitwijken naar de muziekcassette, die ze vervolgens zelf aan de man moesten brengen. In 1993 verscheen het laatste album van Synco; daarvoor verscheen al een tweetal verzamelalbums van het cassettewerk.

## Discografie
- 1985: Kaskade
- 1986: Synthesis
- 1987: Motodron
- 1989: Synco 85-89 Volume 1
- 1989: Synco 85-89 Volume 2
- 1991: Evolution of events
- 1993: Reincarnation of s superior system